# Fédération féminine française de gymnastique et d'éducation physique
La Fédération féminine française de gymnastique et d'éducation physique (FFFGEP) est une fédération sportive qui regroupe dans l'entre-deux-guerres les sections de gymnastique féminine de France. Si l'apparition de la pratique gymnique féminine suit de peu celle des hommes, sa structuration associative est plus tardive, en dépit des encouragements de la IIIe République. Les premières sections féminines n'apparaissent au sein des sociétés masculines qu'à l'articulation des XIXe et XXe siècles et les deux premières sociétés véritablement féminines ne sont fondées à Lyon qu'en 1910. Le mouvement s'accélère alors et dès 1912 apparaît une Union française de gymnastique féminine à laquelle la Fédération féminine française de gymnastique et d'éducation physique succède en 1921. Celle-ci fusionne en 1942 avec l'Union des sociétés de gymnastique de France au sein de l'actuelle Fédération française de gymnastique. Les fêtes fédérales annuelles marquent son existence alors que les contenus d'enseignements, inspirés des courants artistiques et hygiénistes, restent très loin de la technique actuelle.

## Histoire
Comme pour les hommes, les établissements d’éducation féminine font une place de plus en plus large aux exercices physiques au cours de la Restauration et du second Empire : le succès de l’ouvrage de Clias Callisthénie pour les jeunes filles en témoigne. La Troisième République facilite ensuite le développement de cette gymnastique qu'elle charge chez les garçons d’assurer la transition entre l’école et l’armée et chez les jeunes filles de « donner aux hommes républicains des compagnes républicaines ». Les premières sociétés françaises de gymnastique féminine apparaissant dès 1899 à Paris et Valenciennes puis au Havre en 1900. Ce sont des sections d'associations masculines jusqu'à l'apparition à Lyon en 1910 de deux associations spécifiquement féminines, la Société féminine de gymnastique de Lyon et l’Églantine de Lyon, cette dernière dirigée par Madame Ludin.

### L'Union française de gymnastique féminine
Celle-ci se révèle particulièrement active et une Union française de gymnastique féminine (UFGF) fédère l'ensemble des sections féminine lors d'une assemblée tenue à Lyon le 21 avril 1912. Celle-ci est déclarée à la préfecture de Lyon le 21 novembre sous la présidence de Maître Podesta, fondateur de l'association havraise. Le premier congrès des 2 et 3 novembre 1912 qui regroupe, à Lyon, trente-sept sociétés confie à Deauville l'organisation de la première fête fédérale féminine. Celle-ci regroupe vingt-trois sociétés dont une du Danemark en 1913. La seconde fête se tient à Melun en juillet 1914, quelques jours avant le déclenchement des hostilités. En 1914, l'UFGF comptabilise quatre-vingts associations affiliées. 
Le sport féminin proprement dit se développe également au sein de l'Union des sociétés françaises de sports athlétiques (USFSA) et à la fin de l'année 1916 deux associations parisiennes, Femina Sports et Académia, fondent une fédération dissidente destinée clairement à contrebalancer l'influence de l'UFGF : la Fédération des sociétés féminines sportives de France (FSFSF). Celle-ci est fondée officiellement le 18 janvier 1918 et Alice Milliat en devient présidente l'année suivante. Alors que l'UFGF comptabilise 98 sociétés en 1920 la présidence passe à Robert Amy.

### La Fédération féminine française de gymnastique et d'éducation physique
L'année 1921 est celle de tous les changements. Les sections féminines qui participent depuis 1917 aux compétitions d'athlétisme de l'USFSA en cours de dissolution se regroupent quelque temps au sein d'une éphémère Fédération féminine française des sports athlétiques (FFFSA) avant de fusionner avec l'UFGF au sein d'une Fédération féminine française de gymnastique et sports (FFFGS) qui devient dans l'année même Fédération féminine française de gymnastique et d'éducation physique (FFFGEP). Robert Amy conserve la présidence du nouvel organisme jusqu'à sa fusion avec l'Union des sociétés de gymnastique de France (USGF) sur injonction du gouvernement de Vichy alors que la FSFSF poursuit son propre chemin sous le sigle simplifié de FFSF (Fédération féminine sportive de France). 

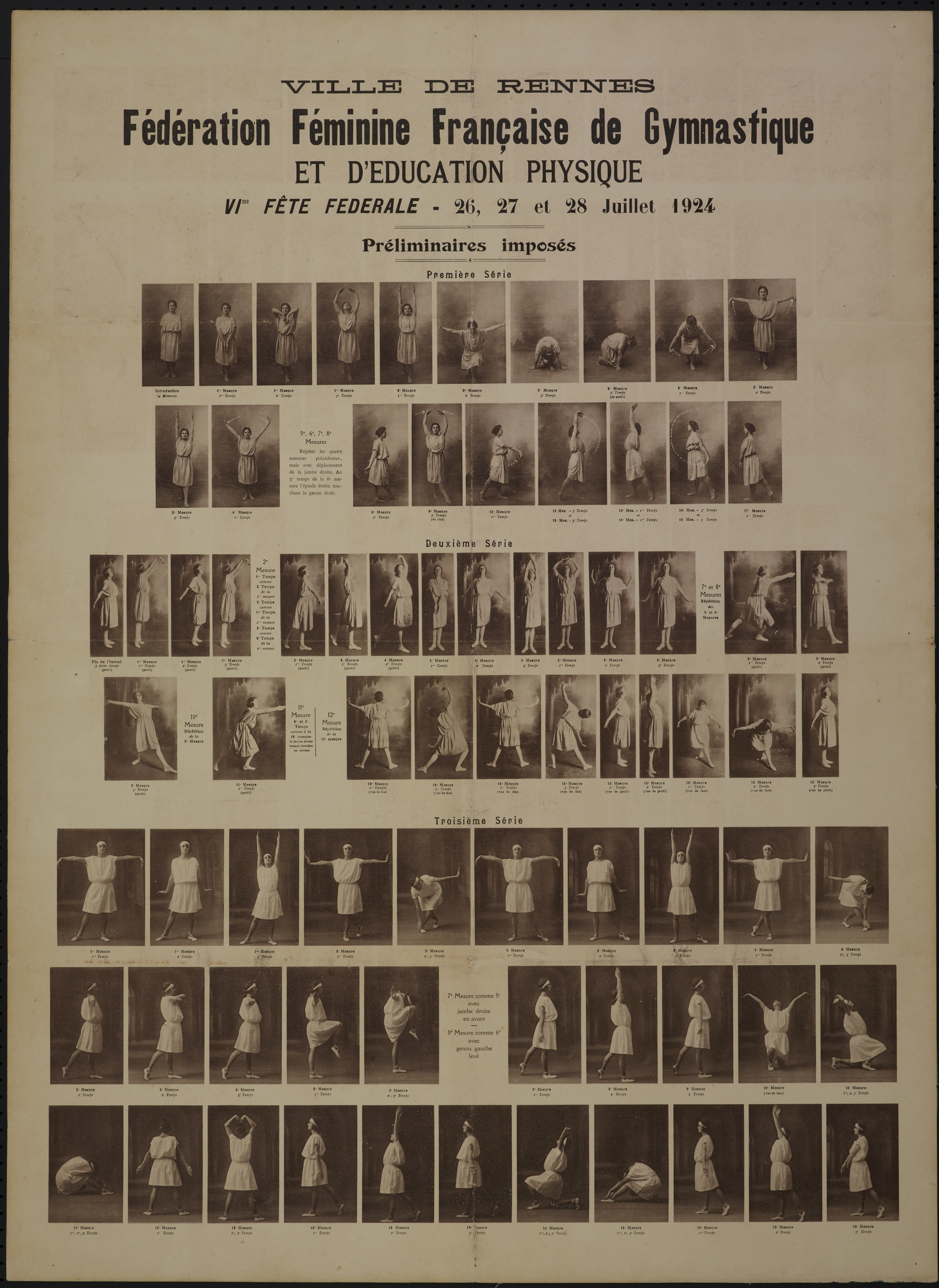
Affiche de la 6e fête fédérale de la fédération féminine française de gymnastique, Rennes, 1924

Le fonctionnement de la FFFGEP est calqué sur celui de son homologue masculine avec laquelle elle travaille en étroite collaboration voire sous délégation et les fêtes fédérales sont la principale finalité du comité directeur. La première est organisée à Vichy en 1922, année où les effectifs remontent à 195 sociétés adhérentes. Le 23 mars 1923, alors que 393 associations sont comptabilisées, la FFFGEP est reconnue d'utilité publique.

## Les fêtes fédérales féminines

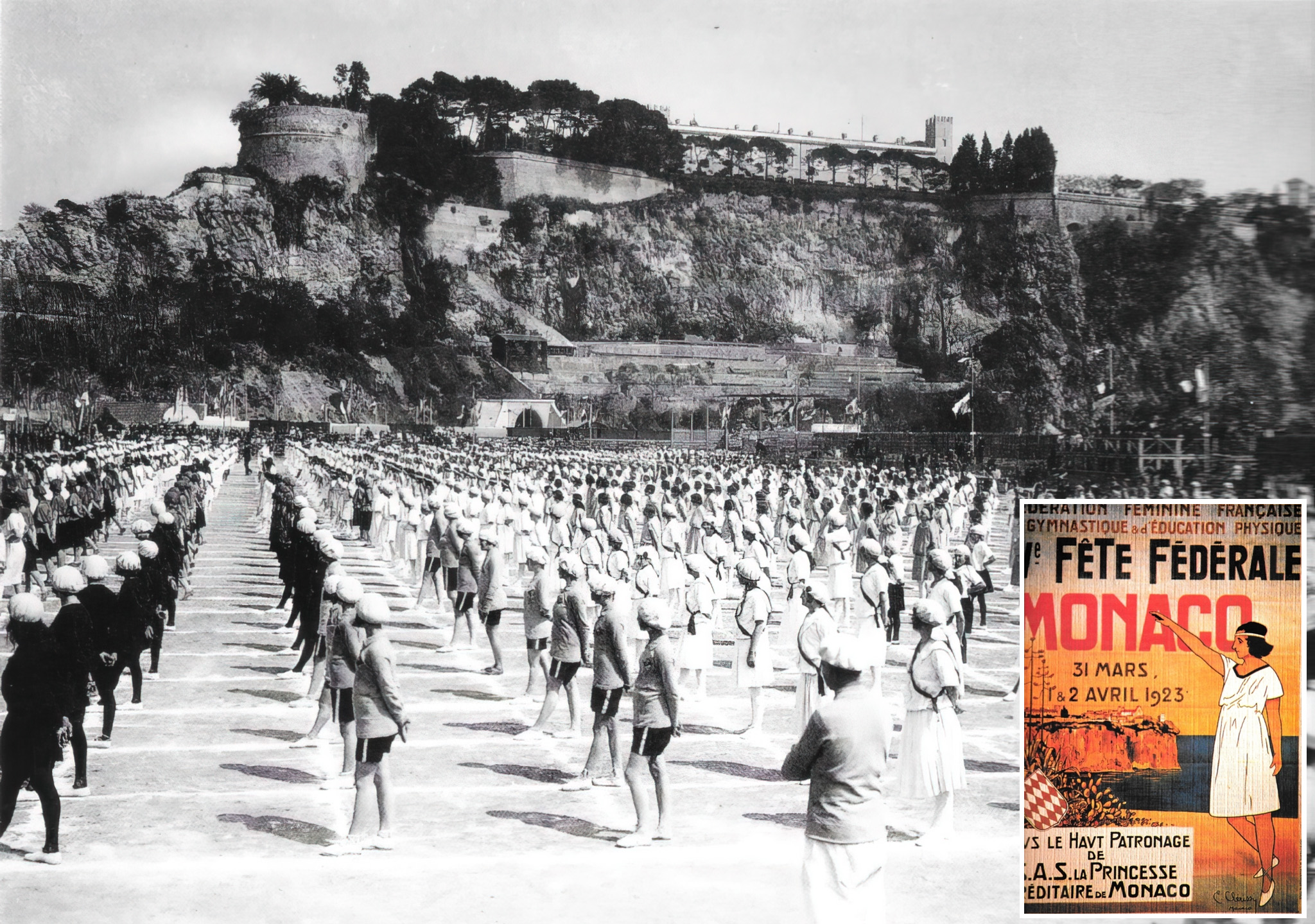
31 mars 1923, présentation des 71 sociétés sportives au cours de la IVe fête fédérale

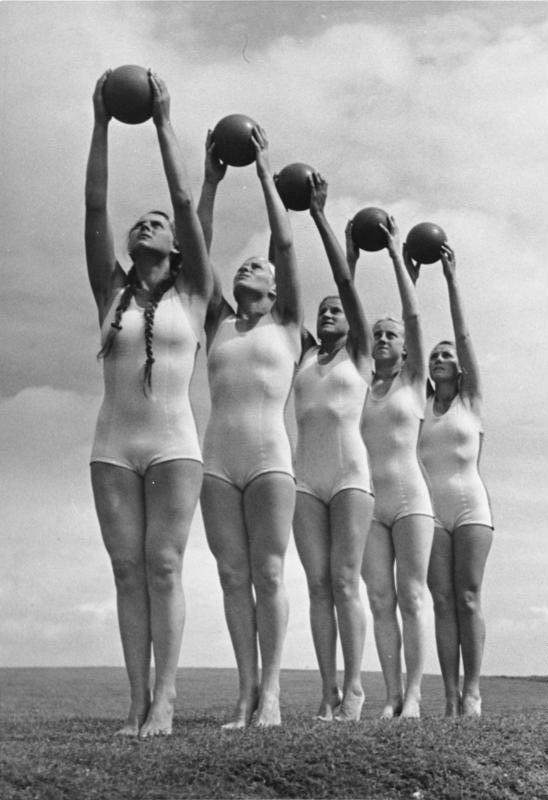
Groupe de gymnastes de l'école Medau.

| Année                                                                 | Ville d'accueil  | Fédération | Année | Ville d'accueil  | Fédération |
| --------------------------------------------------------------------- | ---------------- | ---------- | ----- | ---------------- | ---------- |
| 1913                                                                  | Deauville        | UFGF       | 1930  | Charleville      | FFFGEP     |
| 1914                                                                  | Melun            | UFGF       | 1931  | Saint-Nazaire    | FFFGEP     |
| 1915-1921                                                             | Néant : guerre   | UFGF       | 1932  | Vichy            | FFFGEP     |
| 1922                                                                  | Vichy            | FFFGEP     | 1933  | Lille            | FFFGEP     |
| 1923                                                                  | Monaco           | FFFGEP     | 1934  | Nice             | FFFGEP     |
| 1924                                                                  | Rennes           | FFFGEP     | 1935  | Saint-Nazaire    | FFFGEP     |
| 1925                                                                  | Clermont-Ferrand | FFFGEP     | 1936  | Evian            | FFFGEP     |
| 1926                                                                  | Reims            | FFFGEP     | 1937  | Clermont-Ferrand | FFFGEP     |
| 1927                                                                  | Montpellier      | FFFGEP     | 1938  | Dijon            | FFFGEP     |
| 1928                                                                  | Roanne           | FFFGEP     | 1939  | Roanne           | FFFGEP     |
| 1929                                                                  | Dinard           | FFFGEP     |       |                  |            |
| En gras les villes ayant organisé deux fois la fête fédérale féminine |                  |            |       |                  |            |

### Contenus et technique
Les contenus techniques enseignés dans les associations de la FFFGEP sont sous une double influence :
- celle de la gymnastique rythmique d'Irène Popard qui est la première femme diplômée du Cours supérieur de Paris de l'USGF dirigée par Georges Demenÿ[6]. Elle étudie ensuite la méthode Dalcroze et donne ses premiers cours aux Éclaireuses de France parisiennes pendant la Grande Guerre avant d'ouvrir son propre établissement d'enseignement ;
- celle de Georges Hébert qui, à partir de 1919, se consacre particulièrement à l'éducation féminine à travers les Palestres, dont le premier établissement ouvre de Deauville[7].

Plus tard, l'influence des méthodes d'éducation physique féminines d'outre-Rhin se fait également sentir, en particulier celle de l'école de Heinrich Medau. Les fêtes fédérales sont la vitrine de ces écoles alors que la pratique des agrès - cheval sautoir, barres parallèles et poutre - reste prudente et modérée.

### Palmarès
Ceux des premières fêtes fédérales de Deauville en 1913 et Melun en 1914 semblent introuvables et elles ne reprennent qu'en 1922. Outre les fêtes fédérales une Coupe nationale d’éducation physique féminine faisant état d’un classement individuel remporté 6 fois par Marcelle Courageux de Lille apparaît à partir de 1924. Bien que cette compétition soit organisée en dehors de la fête fédérale, nous avons pris le parti d'en signaler la lauréate de l'année dans le tableau ci-dessus.
| Année | Lieu             | Champion par équipe                     | Championne de la Coupe     | Année | Lieu             | Champion par équipe                       | Championne de la Coupe     |
| ----- | ---------------- | --------------------------------------- | -------------------------- | ----- | ---------------- | ----------------------------------------- | -------------------------- |
| 1922  | Vichy            | Union gymnique (Dijon)                  |                            | 1931  | Saint-Nazaire    | Les Sévignettes (Tourcoing)               | Duvignac (Arcachon)        |
| 1923  | Monaco           | Les Sévignettes (Tourcoing)             |                            | 1932  | Vichy            | Les Sévignettes (Tourcoing)               | Marcelle Courageux (Lille) |
| 1924  | Rennes           | Les Sévignettes (Tourcoing)             | Marie Musso (Monaco)       | 1933  | Lille            | Graziella club (Tourcoing)                | Marcelle Courageux (Lille) |
| 1925  | Clermont-Ferrand | Société féminine de gymnastique (Lyon)  | Honorine Delescluse        | 1934  | Nice             | Société municipale de gymnastique (Lille) | Marcelle Courageux (Lille) |
| 1926  | Reims            | Société féminine de gymnastique (Lyon)  | Honorine Delescluse        | 1935  | Saint-Nazaire    | Société municipale de gymnastique (Lille) | Marcelle Courageux (Lille) |
| 1927  | Montpellier      | Fédération des amicales laïques (Lille) |                            | 1936  | Evian            | Société municipale de gymnastique (Lille) | Marcelle Courageux (Lille) |
| 1928  | Roanne           | Fédération des amicales laïques (Lille) | Marie Brossier             | 1937  | Clermont-Ferrand | Société municipale de gymnastique (Lille) | Laffiteau (Clichy)         |
| 1929  | Dinard           | Société féminine de gymnastique (Lyon)  | Marcelle Courageux (Lille) | 1938  | Dijon            | Société municipale de gymnastique (Lille) | Lazzatti                   |
| 1930  | Chaleville       | Les Sévignettes (Tourcoing)             | Marie Khim                 | 1939  | Roanne           | Société municipale de gymnastique (Lille) |                            |

En 1940 la FFFGEP est mise en demeure de fusionner avec l'USGF au sein de la nouvelle Fédération française de gymnastique (FFG), ce qui est fait en 1942. La première fête fédérale d'après-guerre organisée sous son égide à Nice en 1947 regroupe les filles et les garçons. Les archives de la FFG ayant sombré en Seine lors d’un déménagement, nous devons l'essentiel de ces informations aux ouvrages de Jean Latte et Raymond Barull.